# 石川元光
石川 元光（いしかわ もとみつ）は、平安時代後期の武将。安芸守・源有光の三男。官位は従四位上・大膳大夫。大和源氏の流れを汲む陸奥石川氏3代当主。

## 略歴
基光と改名するが、父・有光の隠居によって3代当主となり従四位下治部大輔に任ぜられたことで元光の名に復した。
寛治元年（1087年）、源義家が清原武衡を攻めると、兵を率いて参陣し出羽国金沢柵を攻める。その時の軍功により、田川郡を与えられた。
嘉保2年（1095年）、一族と共に上洛して自らは従四位上大膳大夫、異母兄・大寺光祐は従五位下遠江守、泉光平は従五位下加賀守（後に蔵人となり加賀蔵人と呼ばれる）、弟・矢吹光孚は従五位下下野守、奈目津光房は従五位下石見守にそれぞれ任じられた。

## 系譜
```
石川元光┳光忠（成福院住持）
　　　　┣光義（4代目当主）
　　　　┣季康
　　　　┣三男（早世）
　　　　┣政光（従五位下近江守）
　　　　┣忠重（早世）
　　　　┣六男（早世）
　　　　┗義基（従五位下左衛門佐）
```